# Петровче
Петровче (словен. Petrovče) је насељено место у општини Жалец, Савињска регија, Словенија.

## Историја
До територијалне реорганизације у Словенији било је у саставу старе општине Жалец.

## Становништво
У попису становништва из 2011. године, Петровче је имало 973 становника.
| Број становника према пописима | Број становника према пописима | Број становника према пописима |
| ------------------------------ | ------------------------------ | ------------------------------ |
| 1991                           | 2002                           | 2011                           |
| 893                            | 909                            | 973                            |

Напомена: Године 2016. извршена је мања размена територије између насеља Добриша вас и Петровче.

## Галерија
- табла на улазу
- сеоске куће
- железничка станица